# Legeriomyces ramosus.
Legeriomyces ramosus. är en svampart som först beskrevs av L. Léger & M. Gauthier, och fick sitt nu gällande namn av Zdeněk Pouzar 1972. Legeriomyces ramosus. ingår i släktet Legeriomyces och familjen Legeriomycetaceae.   Inga underarter finns listade i Catalogue of Life.